# 小行星2228
小行星2228（2228 Soyuz-Apollo）是一颗围绕太阳公转的小行星。1977年7月19日，尼古拉·切爾尼赫在克里米亚发现了此天体。
該小行星以載人太空飛行任務阿波羅-聯盟測試計畫命名。
这颗小行星的绝对星等为285.7939368913459等。